# Superprestige 1990-1991
Navigation
1989-1990 1991-1992
La 9e édition du Superprestige s'est déroulée entre les mois d'octobre 1990 et février 1991. Elle comprenait onze manches disputées par les élites. Le classement général a été remporté par Radomír Šimůnek sr..

## Barème
Les 15 premiers de chaque course marquent des points pour le classement général suivant le tableau suivant :
| Position           | 1er | 2e | 3e | 4e | 5e | 6e | 7e | 8e | 9e | 10e | 11e | 12e | 13e | 14e | 15e |
| Classement général | 15  | 14 | 13 | 12 | 11 | 10 | 9  | 8  | 7  | 6   | 5   | 4   | 3   | 2   | 1   |

## Hommes élites

### Résultats
| #  | Date         | Lieu                                       | Vainqueur           | Deuxième            | Troisième            | Leader du classement général |
| -- | ------------ | ------------------------------------------ | ------------------- | ------------------- | -------------------- | ---------------------------- |
| 1  | 1er octobre  | Plzeň (Grand Prix Škoda)                   | Danny De Bie        | Radomír Šimůnek sr. | Rudy Thielemans      | Radomír Šimůnek sr.          |
| 2  | 15 octobre   | Gieten (Cyclo-cross de Gieten)             | Danny De Bie        | Adrie van der Poel  | Christian Hautekeete | Danny De Bie                 |
| 3  | 1er novembre | Zarautz (Cyclo-cross de Zarautz)           | Radomír Šimůnek sr. | Thomas Frischknecht | Karel Camrda         |                              |
| 4  | 15 novembre  | Valkenswaard (Cyclo-cross de Valkenswaard) | Radomír Šimůnek sr. | Staf Van Bouwel     | Danny De Bie         |                              |
| 5  | 1er décembre | Diegem (Cyclo-cross de Diegem)             | Staf Van Bouwel     | Karel Camrda        | Frank van Bakel      |                              |
| 6  | 10 décembre  | Overijse (Druivencross)                    | Danny De Bie        | Radomír Šimůnek sr. | Christian Hautekeete |                              |
| 7  | 20 décembre  | Rome (Cyclo-cross de Rome)                 | Danny De Bie        | Radomír Šimůnek sr. | Thomas Frischknecht  |                              |
| 8  | 10 janvier   | Gavere (Cyclo-cross d'Asper-Gavere)        | Adrie van der Poel  | Staf Van Bouwel     | Martin Hendriks      |                              |
| 9  | 20 janvier   | Wetzikon (GP Wetzikon)                     | Johnny Blomme       | Danny De Bie        | Christian Hautekeete |                              |
| 10 | 1er février  | Zillebeke (Cyclo-cross de Zillebeke)       | Beat Wabel          | Thomas Frischknecht | Frank van Bakel      |                              |
| 11 | 15 février   | Harnes (Cyclo-cross de Harnes)             | Wim Lambrechts      | Martin Hendriks     | Kurt De Roose        | Radomír Šimůnek sr.          |

### Classement général
| Pos | Coureur              | Points |
| --- | -------------------- | ------ |
| 1   | Radomír Šimůnek sr.  | 114    |
| 2   | Danny De Bie         | 111    |
| 3   | Kurt De Roose        | 96     |
| 4   | Christian Hautekeete | 76     |
| 5   | Martin Hendriks      | 69     |
| 6   | Rudy Thielemans      | 69     |
| 7   | Frank van Bakel      | 68     |
| 8   | Karel Camrda         | 67     |
| 9   | Thomas Frischknecht  | 67     |
| 10  | Staf Van Bouwel      | 56     |